# Hemitriccus granadensis
El titirijí gorjinegro  (Hemitriccus granadensis), también denominado picochato carinegro (en Colombia), pico chato gargantinegro (en Venezuela), tirano todi golinegro (en Ecuador), tirano-todi de garganta negra (en Perú) o mosqueta de garganta negra es una especie de ave paseriforme de la familia Tyrannidae perteneciente al numeroso género Hemitriccus. Es nativo de regiones andinas del noroeste y oeste de América del Sur.

## Distribución y hábitat
Las varias subespecies se distribuyen a lo largo de la Cordillera de los Andes y adyacencias, desde el noroeste de Venezuela, por las tres cadenas de Colombia, Ecuador, Perú, hasta el noroeste de Bolivia.
Esta especie es considerada poco común en su hábitat natural: los bordes arbustivos de bosques montanos, entre los 1500 y 3000 m de altitud.

## Descripción
Mide entre 10,2 y 10,7 cm  de longitud y pesa en promedio 7,9 g. Presenta corona y partes superiores de color verde oliva y la corona; lores, lados de la frente y parte superior de la mejilla entre blancuzcos y color ante; iris castaño; la garganta y la parte baja de la mejilla son negruzcas, el pecho gris claro a gris parduzco; alas oscuras con curva conspicua amarilla y remeras internas bordeadas de amarillo.

## Alimentación
Se alimenta de insectos,  busca alimento entre los 2 y 8 m de altura del suelo; pasa largos periodos sentado impasible y de vez en cuando hace vuelos cortos dentro de la densa vegetación para aprovechar alguna presa.

## Sistemática

### Descripción original
La especie H. granadensis fue descrita por primera vez por el ornitólogo alemán Gustav Hartlaub en 1843 bajo el nombre científico Todirostrum granadense; la localidad tipo es: «'Nouvelle-Grenade' (= Bogota, Colombia); restringido posteriormente para Santa Elena, Antioquia, Colombia».

### Etimología
El nombre genérico masculino «Hemitriccus» se compone de las palabras del griego « ἡμι hēmi» que significa ‘pequeño’, y « τρικκος trikkos»: pequeño pájaro no identificado; en ornitología, «triccus» significa «atrapamoscas tirano»; y el nombre de la especie «granadensis» se refiere a Nueva Granada, una antigua república de América del Sur.

### Taxonomía
Anteriormente estuvo incluida en un género Euscarthmornis junto a un numeroso grupo de especies hoy en Hemitriccus, y posteriormente transferidas a Idioptilon, ambos géneros ahora obsoletos. Las diferencias vocales y de plumaje a lo largo de la distribución, sugieren que el complejo de subespecies puede envolver más de una especie; particularmente la forma lehmanni por su vocalización distinguida, merecería ser más estudiada..

### Subespecies
Según las clasificaciones del Congreso Ornitológico Internacional (IOC) y Clements Checklist/eBird se reconocen siete subespecies, con su correspondiente distribución geográfica:
- Hemitriccus granadensis lehmanni (Meyer de Schauensee, 1945) – Sierra Nevada de Santa Marta, en el norte de Colombia.
- Hemitriccus granadensis granadensis (Hartlaub, 1843) – Colombia (Andes occidentales y centrales, al sur desde Boyacá en los Andes orientales) y norte de Ecuador (pendiente occidental en Carchi, pendiente oriental al sur hasta el oeste de Napo).
- Hemitriccus granadensis andinus (Todd, 1952) – oriente de los Andes en el oeste de Venezuela (Páramo de Tamá, en Táchira) y Colopmbia (Norte de Santander y Santander).
- Hemitriccus granadensis intensus (Phelps, Sr. & Phelps, Jr, 1952) – noroeste de Venezuela (Serranía del Perijá, suroeste de Táchira).
- Hemitriccus granadensis federalis (Phelps, Sr & Phelps, Jr, 1950) – norte de Venezuela (Distrito Federal).
- Hemitriccus granadensis pyrrhops (Cabanis, 1874) – sureste de Ecuador (al sur desde Morona-Santiago) y Andes de Perú (Cajamarca y Amazonas al sur hasta Cuzco).
- Hemitriccus granadensis caesius (Carriker, 1932) – sureste de Perú (Puno) y oeste y centro oeste de Bolivia (La Paz, Cochabamba).